# Moussa N’Diaye (Fußballspieler, 2002)
Moussa N’Diaye (* 18. Juni 2002 in Dakar) ist ein senegalesischer Fußballspieler.

## Karriere

### Verein
N’Diaye spielte in seiner Jugend bei der senegalesischen Partner-Akademie von Aspire. 2020 zog er nach Europa, wo er beim FC Barcelona einen Vertrag bis 2023 mit einer Verlängerungsoption für zwei weitere Jahre unterschrieb. Dort wurde er beim FC Barcelona Atlètic, der Nachwuchsmannschaft des in der dritthöchsten spanischen Liga, eingesetzt. Von dort wechselte er im Sommer 2022 zum RSC Anderlecht, wo er auch in dessen Nachwuchsteam RSCA Futures in der zweitklassigen Division 1B eingesetzt wurde. In der Saison 2022/23 kam er auf 15 von 30 möglichen Ligaspiele für die erste Mannschaft, zwei Pokalspiele und acht Spielen in der Conference League. Für die U 23-Mannschaft bestritt er 4 von 30 möglichen Ligaspielen.
In der Saison 2023/24 waren es 14 von 40 möglichen Ligaspielen, in denen er ein Tor schoss, sowie zwei Pokalspiele. Dazu kamen 2 Spiele für die U 23-Mannschaft. In der nächsten Saison waren es 27 von 40 möglichen Ligaspielen für die erste Mannschaft, fünf Spiele im Pokal mit einem geschossenen Tor und neun Spiele in der Europa League.

### Nationalmannschaft
Mit der senegalesischen U-20-Nationalmannschaft nahm N’Diaye an der U-20-Fußball-Afrikameisterschaft 2019 und an der U-20-Fußball-Weltmeisterschaft 2019 in Polen teil.
Ohne zuvor in der A-Nationalmannschaft eingesetzt worden zu sein, berief ihn Nationaltrainer Aliou Cissé nachträglich für den verletzungsbedingt ausgefallenen Sadio Mané in das senegalesische Aufgebot bei der Fußball-Weltmeisterschaft 2022 in Katar. Dort wurde er nicht eingesetzt. Bis Juni 2023 bestritt er kein Länderspiel für die A-Nationalmannschaft.